# Amiga CD32
Amiga CD32 – 32-bitowa konsola gier wideo z CD-ROM-em. Została zaprezentowana po raz pierwszy 16 lipca 1993 w Science Museum w Londynie. Trzecim państwem, w którym została zaprezentowana, była Polska, 12 sierpnia 1993 w hotelu Sobieski. 
Konsola bazowała na podzespołach komputera Amiga 1200 i właściwie była A1200 pozbawioną klawiatury, stacji dyskietek, czy myszy, zamkniętą w innym opakowaniu (istniały jednakże przystawki, np. SX-1, ProModuleCD32 pozwalające podłączyć urządzenia peryferyjne, co czyniło z tej konsoli normalny komputer). Do nierozbudowanej Amigi CD32 można podłączyć standardową mysz do portu nr 2, natomiast klawiaturę do portu AUX. 
Przez pewien czas, uchodziła za najpopularniejszą konsolę w Polsce spośród oryginalnych (czyli nie licząc Pegasusa), dzięki niskiej cenie, spowodowanej upadkiem przedsiębiorstwa Commodore oraz łatwej dostępności do gier i programów. Powstały na nią polskie akcesoria (jak CD32 ProModule produkcji Elsat) oraz programy (jak Scena PL wydana przez EXE).

## Dane techniczne
|                        | Specyfikacja |
| ---------------------- | --- |
| Procesor               | Motorola MC68EC020 o taktowaniu 14,32 MHz (NTSC) lub 14,18 MHz (PAL) |
| RAM                    | 2 MB pamięci Amiga Chip RAM |
| ROM                    | 1 MB pamięci ROM z systemem Kickstart ROM 3.1 i zintegrowanym systemem plików CDFS 1 KB pamięci EEPROM do zapisywania stanu gry |

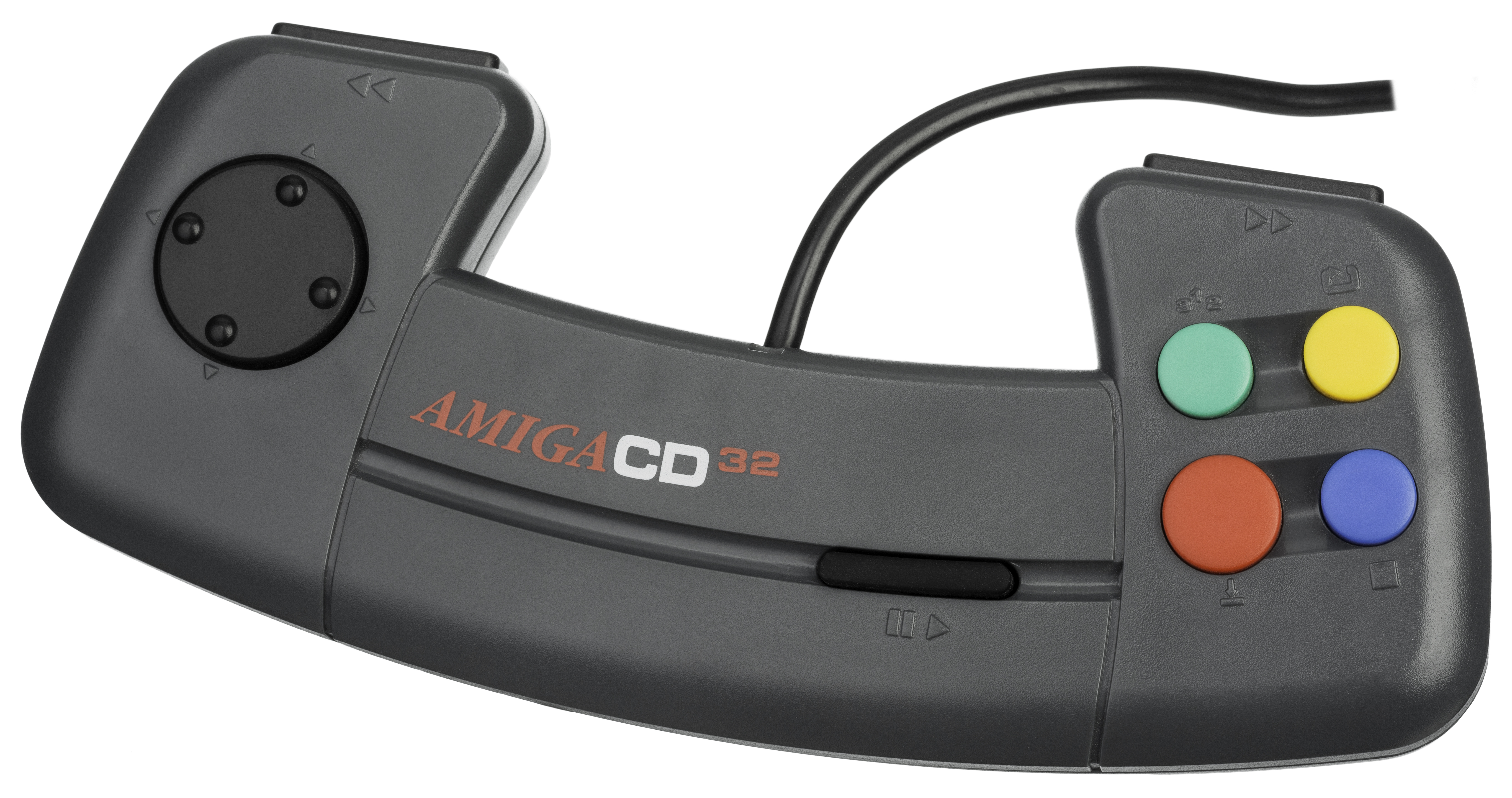
Kontroler do CD32

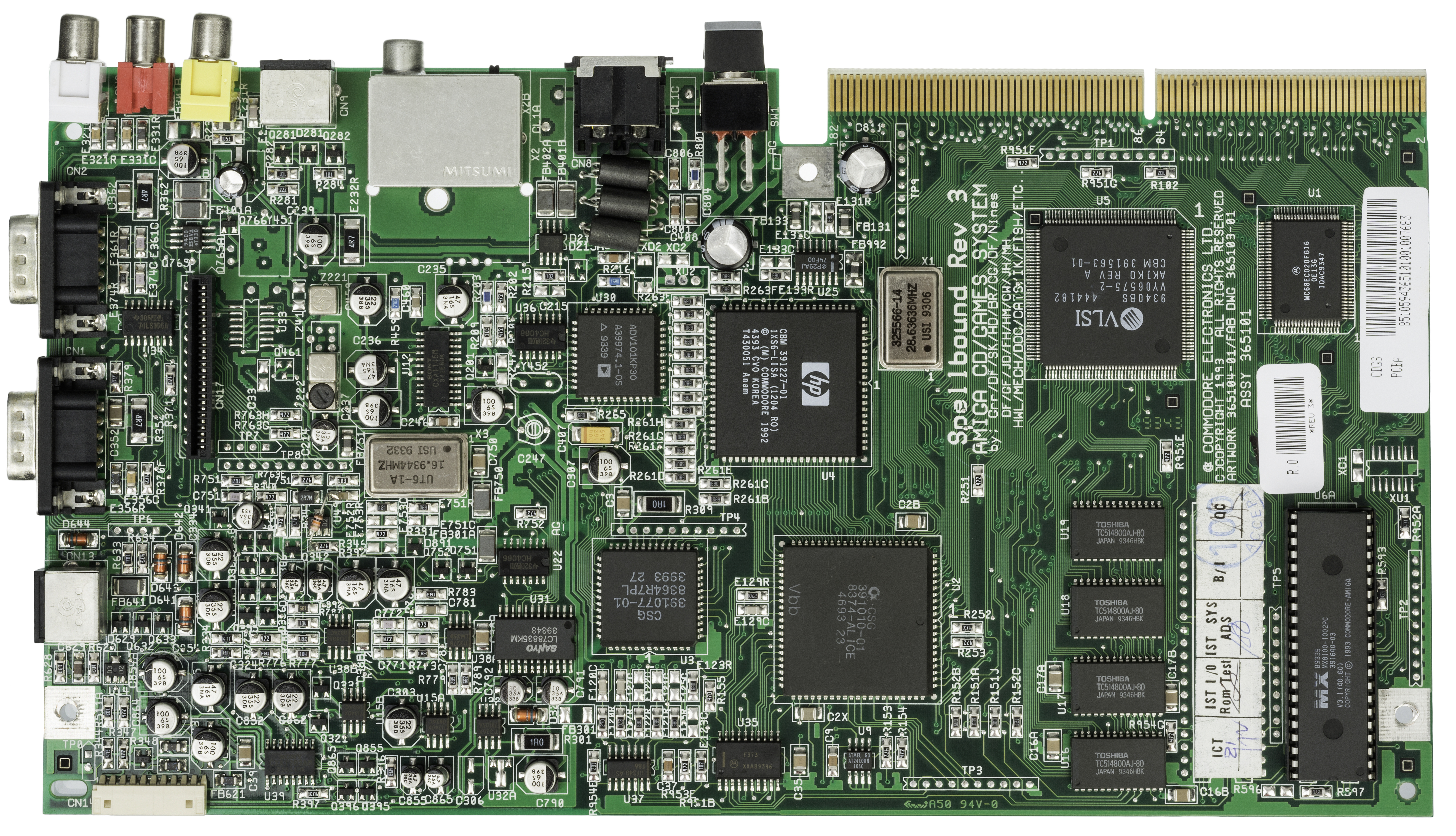
Płyta główna Amigi CD32

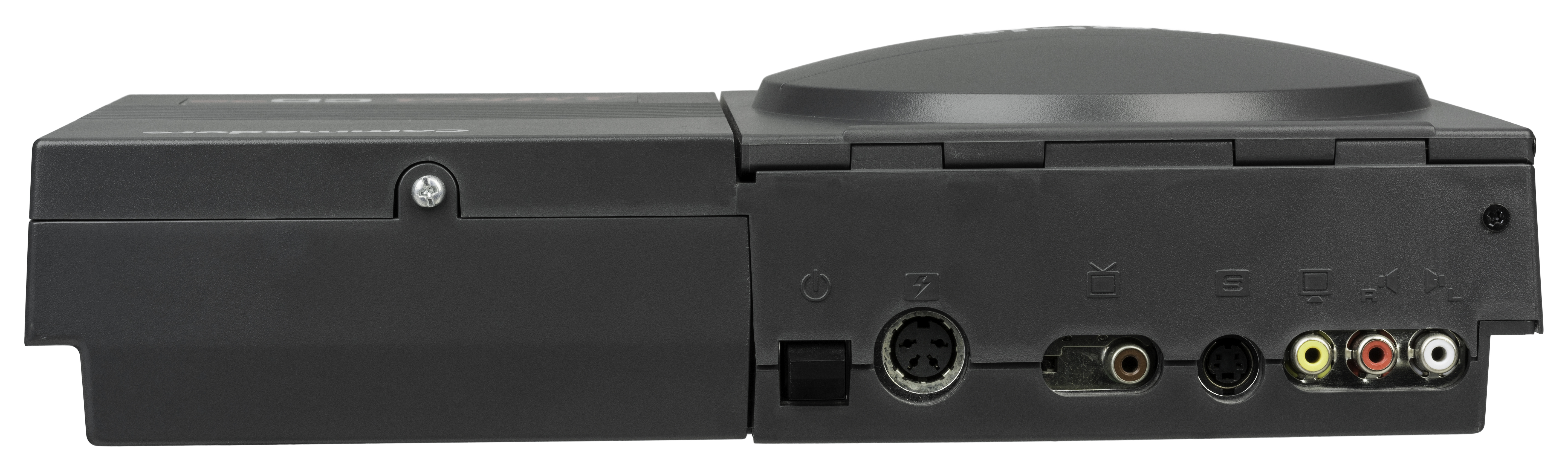
Tył konsoli CD32

| Chipset                | Advanced Graphics Architecture (AGA) Akiko chip zapewniający sprzętową konwersję Chunky to Planar oraz obsługę CDROM z DMA |
| Video                  | 24-bitowa paleta kolorów (16.8 miliona kolorów) Do 256 kolorów na ekranie w trybie indeksowanym 262 144 kolorów na ekranie w trybie HAM-8 Rozdzielczości: - od 320×200 do 1280×400i (NTSC) - od 320×256 do 1280×512i (PAL) |
| Audio                  | Paula cztery 8-bitowe kanały audio (2 dla strony lewej, 2 dla prawej) lub dwa 14-bitowe |
| Nośnik danych          | Czytnik CD-ROM podwójnej prędkości (300 KB/s) |
| Złącza wejścia/wyjścia | Przód: - gniazdo słuchawkowe mini-jack - potencjometr suwakowy do regulacji głośności Lewa strona: - 2 porty kontrolerów gier (DE9M) - 6-pinowy port szeregowy AUX w standardzie Mini-DIN do podpięcia m.in. klawiatury. Tył: - złącze rozszerzeń (ukryte za klapką) - włącznik zasilania - wejście zasilania (+5V DC 2.2A i +12V DC 500mA) w standardzie 4-pinowego złącza DIN - złącze koncentryczne RF wraz z regulatorem częstotliwości kanału - wyjście S-Video - wyjście video (Composite) - wyjście stereo audio (2 × RCA) |
| Złącze rozszerzeń      | 182-stykowe złącze krawędziowe do podpięcia rozszerzeń takich jak kartridż z dekoderem MPEG VCD, czy też przystawki SX-1 i SX32 |
| System operacyjny      | AmigaOS 3.1 (Kickstart 3.1 i CD32 firmware) |

## Emulacja CD32
- Akiko – emulator bazujący na WinUAE i przeznaczony dla systemu Windows.
- WinUAE – pewne elementy emulacji CD32 są od pewnego czasu wprowadzane do tego emulatora. Aby móc emulować Amigę CD32 potrzebujemy dodatkowo drugi ROM, "Extended Rom".